# Marosvásárhelyi Református Kollégium
A Marosvásárhelyi Református Kollégium egy 2000-ben alapított magyar nyelvű középiskola Marosvásárhely megyei jogú városban, amely a híres városi Református Kollégium ( 1557-1948 ) utódja a Bolyai Farkas Elméleti Líceummal együtt .

## Történelem
1994-ben a Bolyai Farkas Elméleti Líceumban újra létrejött a kommunizmus ideje alatt megszüntetett Marosvásárhelyi Református Kollégium(1557-ben alapítva) teológia osztálya. Az Oktatási Minisztérium 2000. szeptember 1- jétől jóváhagyta a Református Kollégium önálló oktatási egységként történő létrehozását. Hosszas jogi eljárások után 2005-ben a román állam visszaszolgáltatta a Református Kollégium épületét az Erdélyi Református Egyházkerületnek . A perek éveiben Dorin Florea polgármestert visszaélésekkel és hamisítással vádolták, az egyház és a magyar közösség képviselői bírálták, ahogyan akadályozza a visszaszolgáltatási folyamatot. A polgármester közigazgatási perben támadta meg a visszaszolgáltatási határozatot, de a bíróság a tulajdonos javára döntött.
2018- ban megkezdődött a Kollégium épületének átfogó felújítása. Kató Béla református püspök jelenlétében 2022- ben letették a leendő marosvásárhelyi általános iskola alapkövét.
Jelenleg a Református Kollégium kibővített programú óvodája a Tudor Vladimirescu negyedben, általános és középiskolai osztályokkal, gimnáziumi és középiskola utáni egészségügyi osztályokkal (általános orvosi asszisztensek) működik a város központjának különböző pontjain.

## Igazgatói
Az újraalapítás óta a következő tanárok töltötték be az iskolaigazgatói tisztséget:
- Horváth Gabriella ( 2000-2001 között )
- Székely Emese ( 2001-2013 között )
- Benedek Zsolt ( 2013 óta)